# Pátria Mineira
Pátria Mineira foi um periódico mineiro impresso em São João del-Rei entre os anos de 1889 e 1894. O periódico foi supervisionado por Sebastião Sette Câmara e contou com a participação de Basílio de Magalhães.